# Samadhi Zendejas
Jill Samadhi Zendejas (Cidade do México, 27 de dezembro de 1994) é uma atriz mexicana, irmã do também ator Adriano Zendejas.

## Biografia
Samandhi estrelou vários comerciais e fotos para revistas desde bebê para o México, América Latina e Estados Unidos. Ela sempre foi muito boa aluna, se destacando na escola. Tão jovem foi eleita representante 4º Parlamento legislador infantil de crianças, onde propôs um projeto de lei contra o abuso infantil.
O produtor Eugenio Cobo deu-lhe uma oportunidade de se preparar, e estudar no núcloo juvenil do (CEA) Centro de Educación Artística da Televisa, onde obteve boas notas com seus professores, tornando-o melhor do grupo. Também trabalhou no quadro infantil do programa Hoy, ao lado de Andrea Legarreta.
Em 2009 ela estreia na telenovela Atrévete a soñar, interpretando a personagem Amaya Villalba que lhe rendeu o prêmio TVyNovelas de 2010 como Revelação Feminina. Nesta telenovela ela atuou com Danna Paola.
Participou de um curta-metragem do diretor Gerardo Tort, onde ele fez um papel muito importante na sua carreira de ator.
Para 2011, ela integra o elenco da produção de Luis de Llano, a telenovela Esperanza del corazón.

## Trajetória

### Telenovelas
- Vuelve a Mí (2023-2024) ... Nuria García
- Un camino hacia el destino (2016) ... Nádia
- Esperanza del corazón (2011) .... Abril Figueroa Guzmán / Abril Figueroa Duprís
- Atrévete a soñar (2009 - 2010) .... Amaya Villalba

### Series de TV
- Falsa Identidad (2018) .... Circe Gaona
- Enemigo íntimo (2018) .... Mamba
- Como dice el dicho (2011)
- Gritos de muerte y libertad (2010) .... Matilde
- Mujeres asesinas 3 (2010) .... Lorena (episódio "Marta, manipuladora")
- La Rosa de Guadalupe (2009) .... Lili

## Prêmios
- Premios TvyNovelas (2010) - Melhor Revelação Feminina Juvenil.